# 马官桥街道
马官桥街道，是中华人民共和国辽宁省沈阳市沈河区下辖的一个乡镇级行政单位。

## 行政区划
马官桥街道下辖以下地区：
农科院社区、农大社区、后陵社区、东大营社区、福陵社区和东大营西社区。